# Pertev Boratav
Pertev Naili Boratav, né le 22 août 1907 à Darıdere et mort le 16 mars 1998 à Vitry-sur-Seine, est un spécialiste turc du folklore populaire, chercheur en littérature populaire et folklore turcs. 

## Biographie
Il est diplômé du lycée de garçons d'Istanbul en 1927, de la faculté de littérature et de langue turque de l'université d'Istanbul en 1930. Il est l'assistant de Fuad Köprülü en 1931-1932. 
En 1941, il devient maître de conférence après sa thèse sur Halk Hikayeleri ve Halk Hikayeciliği, et en 1948 il est nommé professeur des universités. Il part à l'étranger en 1948 après la fermeture par le CHP de la chaire de littérature populaire dont il était le président pour propagation du communisme.
Il travaille aux États-Unis, en Allemagne et en France. Dans les années 1940, il dirige la revue Yurt ve Dünya de Behice Boran. Il fonde le département Turquie de l'université Stanford. Il travaille à Paris au CNRS jusqu'à son décès le 16 mars 1998.
Précurseur des recherches en littérature populaire turque, Pertev Boratav a constitué des archives riches de 2 000 contes, 40 histoires populaires, jeux d'enfants, chants populaires, pièces de théâtre, chansons, histoires drôles et poèmes. Il a reçu des prix du CNRS, de Sedat Simavi, et du ministère turc de la Culture.
Pertev Boratav pensait que parmi les sources de la culture turque se trouvait en premier la littérature populaire. Il a orienté ses recherches vers la culture populaire d'Anatolie, ainsi que les traditions des asik.
Il est le grand-père de l'écrivain David Boratav, né en 1971, qui en a fait un personnage de son roman Murmures à Beyoğlu (Gallimard, 2009).

## Liste de ses œuvres
- Köroğlu Destanı, 1931, 2003.
- Folklor ve Edebiyat I, 1939, 1991.
- Bey Böyrek Hikayesine Ait Metinler, 1939.
- Halk Edebiyatı Dersleri, 1943, 2000.
- İzahlı Halk Şiiri antolojisi, 1946, 2000.
- Folklor ve Edebiyat II, 1954, 1991.
- Halk Hikayeleri ve Halk Hikayeciliği, 1946, 2002.
- Typen Türkischer Volsmarchen, 1953.
- Zaman Zaman İçinde, 1958, 1992.
- Az Gittik, Uz Gittik, 1969, 1992.
- 100 Soruda Türk Folkloru, 1973, 2003.
- Nasreddin Hoca, 1996.

### Travaux originaux et traductions en français
- Les Histoires d'ours en Anatolie. Helsiki, Suomalainen Tiedeakatemia (Folklore Fellows Communication, LVIX/152). 1955.
- Contes turcs. Traduits par Pertev Boratav ; précédés de Quelques observations sur le conte turc en général et sur les contes du présent volume, par P.N. Boratav, et suivis de Remarques sur les contes de ce recueil par P.N. Boratav & Paul Delarue, Paris, éditions Erasme (coll. "Contes des cinq continents"), 1955, 221pp
- Le "Tekerleme". Contribution à l'étude typologique et stylistique du conte populaire turc. Paris, Société asiatique. 1963. viii+209pp
- Aventures merveilleuses sous terre et ailleurs de Er-Töshtük le géant des steppes, traduit du kirghiz par Pertev Boratav, introduction et notes de Pertev Boratav et Louis Bazin, Gallimard, « Connaissance de l'Orient », 1965.
- Poèmes de Turkménie, par Firaqui Makhtoumkouli. Traduits du turkmène par Louis Bazin & Pertev Boratav. Paris, Publications orientalistes de France. 1975. 131pp
- Quand le crible était dans la paille. (Hommage à Pertev Naili Boratav, présenté par Remy Dor et Michèle Nicolas). Paris, Maisonneuve & Larose. 1978. 398pp
- Contes de Turquie. Traduits et présentés par Aynur Flamain & Michèle Nicolas. Paris, Maisonneuve et Larose. 2002. 137pp